# Glypta antiochensis
Glypta antiochensis là một loài tò vò trong họ Ichneumonidae.